# Ballon d'Or 1988
De Ballon d'Or 1988 was de 33e editie van de voetbalprijs georganiseerd door het Franse tijdschrift France Football. De prijs werd gewonnen door Marco van Basten (AC Milan).
De jury was samengesteld uit 27 journalisten die aangesloten waren bij de volgende verenigingen van de UEFA: Albanië, West-Duitsland, de DDR, Oostenrijk, België, Bulgarije, Tsjecho-Slowakije, Denemarken, Spanje, Finland, Frankrijk, Griekenland, Hongarije, Engeland, Ierland, Luxemburg, Italië, Nederland, Polen, Portugal, Roemenië, Schotland, Sovjet-Unie, Zweden, Zwitserland, Turkije en Joegoslavië.
De resultaten van de stemming werden gepubliceerd in editie 2229 van France Football op 27 december 1988. 

## Stemprocedure
Elk jurylid koos de beste vijf spelers van Europa. De speler op de eerste plaats kreeg vijf punten, de tweede keus vier punten en zo verder. Op die wijze werden 405 punten verdeeld, 135 punten was het maximale aantal punten dat een speler kon behalen (in geval van een zevenentwintig koppige jury).

## Uitslag
| Plaats | Speler                 | Club                            | Stemmen | Stemmen | Stemmen | Stemmen | Stemmen | Stemmen | Punten |
| Plaats | Speler                 | Club                            | 1º      | 2º      | 3º      | 4º      | 5º      | Totaal  | Punten |
| ------ | ---------------------- | ------------------------------- | ------- | ------- | ------- | ------- | ------- | ------- | ------ |
| 1º     | Marco van Basten       | AC Milan                        | 23      | 2       | 2       |         |         | 27      | 129    |
| 2º     | Ruud Gullit            | AC Milan                        | 3       | 10      | 8       | 4       | 1       | 26      | 88     |
| 3º     | Frank Rijkaard         | Real Zaragoza / AC Milan        | 1       | 5       | 6       |         | 2       | 14      | 45     |
| 4º     | Alexei Michailitsjenko | Dinamo Kiev                     |         | 3       | 5       | 5       | 4       | 17      | 41     |
| 5º     | Ronald Koeman          | PSV                             |         | 5       | 2       | 6       | 1       | 14      | 39     |
| 6º     | Lothar Matthäus        | Bayern München / Internazionale |         | 1       | 1       | 1       | 1       | 4       | 10     |
| 7º     | Gianluca Vialli        | Sampdoria                       |         |         |         | 2       | 3       | 5       | 7      |
| 8º     | Aleksandr Zavarov      | Dinamo Kiev / Juventus          |         |         | 1       |         | 2       | 3       | 5      |
|        | Jürgen Klinsmann       | VfB Stuttgart                   |         |         |         | 2       | 1       | 3       | 5      |
|        | Franco Baresi          | AC Milan                        |         |         |         | 1       | 3       | 4       | 5      |
| 11º    | Tanju Çolak            | Galatasaray                     |         | 1       |         |         |         | 1       | 4      |
|        | Oleg Koeznetsov        | Dinamo Kiev                     |         |         |         | 1       | 2       | 3       | 4      |
| 13º    | Rinat Dasajev          | Spartak Moskou / Sevilla        |         |         | 1       |         |         | 1       | 3      |
|        | Anatoli Demjanenko     | Dinamo Kiev                     |         |         | 1       |         |         | 1       | 3      |
|        | Glenn Hysén            | Fiorentina                      |         |         |         | 1       | 1       | 2       | 3      |
|        | Míchel                 | Real Madrid                     |         |         |         | 1       | 1       | 2       | 3      |
| 17º    | Flemming Povlsen       | 1. FC Köln                      |         |         |         | 1       |         | 1       | 2      |
|        | Michel Preud'homme     | Mechelen                        |         |         |         | 1       |         | 1       | 2      |
|        | Walter Zenga           | Internazionale                  |         |         |         | 1       |         | 1       | 2      |
| 20º    | Gheorghe Hagi          | Steaua Boekarest                |         |         |         |         | 1       | 1       | 1      |
|        | Roberto Mancini        | Sampdoria                       |         |         |         |         | 1       | 1       | 1      |
|        | Dejan Savićević        | Budućnost / Rode Ster Belgrado  |         |         |         |         | 1       | 1       | 1      |
|        | Neville Southall       | Everton                         |         |         |         |         | 1       | 1       | 1      |
|        | Dragan Stojković       | Rode Ster Belgrado              |         |         |         |         | 1       | 1       | 1      |

## Trivia
- Het was de eerste keer dat de top drie werd gevormd door spelers afkomstig van dezelfde club. Een jaar later zou dit opnieuw worden herhaald door AC Milan.
- Het was de derde keer dat de top drie werd gevormd door speler met dezelfde nationaliteit. De West-Duitsers waren de Nederlanders in 1972 en 1981 al voorgegaan.

## Referentie
- Eindklassement op RSSSF

France Football:
1956 · 
1957 · 
1958 · 
1959 · 
1960 · 
1961 · 
1962 · 
1963 · 
1964 · 
1965 · 
1966 · 
1967 · 
1968 · 
1969 · 
1970 · 
1971 · 
1972 · 
1973 · 
1974 · 
1975 · 
1976 · 
1977 · 
1978 · 
1979 · 
1980 · 
1981 · 
1982 · 
1983 · 
1984 · 
1985 · 
1986 · 
1987 · 
1988 · 
1989 · 
1990 · 
1991 · 
1992 · 
1993 · 
1994 · 
1995 · 
1996 · 
1997 · 
1998 · 
1999 · 
2000 · 
2001 · 
2002 · 
2003 · 
2004 · 
2005 · 
2006 · 
2007 · 
2008 · 
2009 · 
2016 · 
2017 · 
2018 · 
2019 · 
2021 · 
2022 · 
2023 · 
2024